# William S. McArthur
William Surles McArthur, Jr. (Laurinburg, 26 de julho de 1951) é um ex-astronauta norte-americano, veterano de três missões no ônibus espacial e de uma missão de longa duração na Estação Espacial Internacional com a nave russa Soyuz TMA-7.

## Carreira
Formado na Academia Militar dos Estados Unidos, McArthur cursou a Escola de Aviação do Exército após servir na 82.ª divisão paraquedista em Fort Bragg, e serviu como piloto na Coreia e no estado da Geórgia, onde se graduou em engenharia aeroespacial. Em 1997, ele entrou para a Escola de Piloto de Teste Naval dos Estados Unidos e foi treinado como piloto de testes experimentais. Recebeu  após isso um cargo de engenheiro de testes na NASA e foi selecionado como candidato a astronauta em 1990. Veterano aviador do exército, ele voou mais de 4500 horas em 39 aeronaves diferentes e recebeu diversas condecorações em sua carreira militar, de onde se retirou em 2001.
Seu primeiro voo espacial foi em outubro de 1993 na missão STS-58 Columbia, dedicada a pesquisas na área das ciências biológicas. Em novembro de 1995 participou de sua segunda missão, STS-74 Atlantis, até à estação orbital russa Mir. Em 2000, completou a terceira missão na STS-92, em todas elas exercendo a função de especialista de missão. Sua quarta e mais longa missão aconteceu entre outubro de 2005 e abril de 2006, como integrante da Expedição 12 na ISS, para onde viajou desta vez a bordo da nave russa Soyuz TMA-7. Nesta expedição ele testou um novo método de preparação para caminhadas espaciais a partir do novo módulo Quest da ISS,  adotado pelos astronautas e cosmonautas posteriores.